# Vertrag von Pontotoc

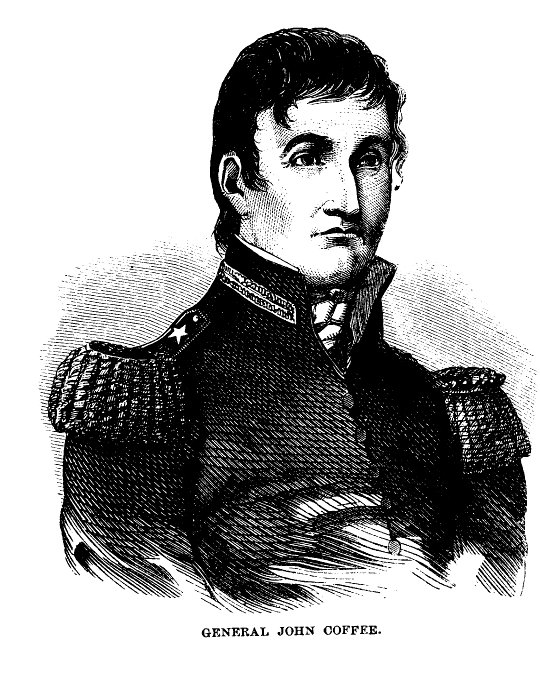
John R. Coffee, Verhandlungsführer und Unterzeichner des Vertrags

Der Vertrag von Pontotoc (andere Schreibweise: Pontituck Creek) war ein zwischen den Chickasaw und den Vereinigten Staaten von Amerika geschlossener Landabtretungsvertrag. Er wurde am 20. Oktober 1832 im Versammlungshaus der Chickasaw am Pontotoc Creek im Norden Mississippis unterschrieben. Die Verhandlungen wurden auf Seiten der Chickasaw von den indianischen Stammesführern des Rates, die Interessen der Vereinigten Staaten wurden durch John R. Coffee vertreten.
Mit dem vorangegangenen Vertrag von Old Town aus dem Jahre 1818 hatten die Chickasaw sich bereits aus ihrem angestammten Territorium in Tennessee zurückgezogen. Durch den Abschluss des Vertrages von Franklin 1830 tauschten die Chickasaw ihr Siedlungsgebietes östlich des Mississippi River gegen die Zuteilung neuer Stammesgebiete im Indianer-Territorium im heutigen Oklahoma ein. Neben der Vereinbarung einer regelmäßigen Unterhaltszahlung an den Stamm und der Zuteilung von Parzellen an dessen Mitglieder, sah eine der Vertragsbedingungen vor, dass der Vertrag erst nach Akquirierung eines passenden Gebietes Gültigkeit erlangen sollte. Nachdem sich die Suche nach neuen Gebieten durch Expeditionen der Chickasaw hinzog und sich die Lebensbedingungen der Chickasaw in Mississippi durch Diskriminierung und Verfolgung deutlich verschlechterten, wurde der Vertrag von Pontotoc geschlossen, um die Umsiedlung der Indianer zu beschleunigen. Im Wesentlichen wiederholte der Vertrag lediglich die im Vertrag von Franklin festgelegten Vereinbarungen, einige Vertragsklauseln, beispielsweise die Höhe der Vertragssumme, wurden überarbeitet. Mit dem Vertrag von Washington von 1834 tauschten die Chickasaw die verbliebenen Stammesgebiete in der Region im Rahmen des Indian Removal Acts (Indianerumsiedlungsgesetz) endgültig gegen Land im Indianer-Territorium im heutigen Oklahoma ein. Im Zuge der als Pfad der Tränen beschriebenen Indianer-Umsiedlung verließen die Chickasaw um 1837 ihre angestammten Territorien in Tennessee, Mississippi und Alabama.